# Abdul Ajagun
Abdul Ajagun, né le 10 février 1993 à Lagos, est un footballeur nigérian. Il joue au poste de milieu de terrain.

## Biographie

### En club
Abdul Ajagun commence son parcours professionnel en 2010 dans le club nigérian de Dolphin FC. Il rejoint en 2013 le club grec du Panathinaïkos.
En 2016, après deux saisons et demie au Pana, il est successivement prêté à l'APO Levadiakos puis au Roda JC en Eredivisie.

### En équipe nationale
En 2009, Abdul participe à la Coupe du monde des moins de 17 ans au Nigeria, il y dispute sept matchs pour inscrire deux buts contre le Honduras dès la phase de groupe et contre la Corée du Sud en quart de finale. Mais le Nigeria bute sur la Suisse en finale à domicile.

## Palmarès

### En club
- Avec le Dolphin FC
  - Champion du Nigeria 2010-2011.
- Avec le Panathinaïkos
  - Vainqueur de la Coupe de Grèce en 2014.
  - Finaliste de la Supercoupe de Grèce en 2014 et 2015.

### En sélection nationale
- Finaliste de la Coupe du monde - 17 ans en  2009 avec le Nigeria - 17 ans.